# Konzernvertretung
Die Konzernvertretung ist ein Organ der Arbeitnehmerschaft in einem Konzern. Rechtsgrundlage ist das (österreichische) Arbeitsverfassungsgesetz (ArbVG).

## Voraussetzungen für das Vorhandenseins eines Konzerns
- Sind rechtlich selbständige Unternehmen zu wirtschaftlichen Zwecken unter einheitlicher Leitung zusammengefasst, so bilden sie einen Konzern; die einzelnen Unternehmen sind Konzernunternehmen.
- Steht ein rechtlich selbständiges Unternehmen auf Grund von Beteiligungen oder sonst unmittelbar oder mittelbar unter dem beherrschenden Einfluss eines anderen Unternehmens, so gelten das beherrschende und das abhängige Unternehmen zusammen als Konzern und einzeln als Konzernunternehmen.

(§ 15 AktG, § 115 GmbHG)

## Errichtung einer Konzernvertretung
In einem Konzern, in dem in mehr als einem Unternehmen Betriebsräte bestehen, kann eine Konzernvertretung zur Vertretung der gemeinsamen Interessen der in diesem Konzern beschäftigten Arbeitnehmer errichtet werden.
Die Konzernvertretung wird mit Zustimmung von mindestens zwei Dritteln der Zentralbetriebsräte errichtet, die zusammen mehr als die
Hälfte der im Konzern beschäftigten Arbeitnehmer repräsentieren.
Die Konzernvertretung besteht, je nach der Anzahl der vertretenen Arbeitnehmer, aus mindestens je zwei Delegierten jedes im Konzern errichteten Zentralbetriebsrats.

## Rechtsstellung der Konzernvertretung
Die Tätigkeitsdauer der Konzernvertretung dauert fünf Jahre (§ 88 Abs. 5 ArbVG). Bei einer Konstituierung vor dem 31. Dezember 2016 betrug sie vier Jahre.
Zu den Befugnissen der Konzernvertretung zählen die Entsendung der Arbeitnehmervertreter in den Aufsichtsrat des herrschenden Unternehmens, die Wahrnehmung von Aufgaben, soweit die Interessen der Arbeitnehmer mehr als eines Unternehmens im Konzern betroffen sind, sowie die Wahrnehmung von Aufgaben, die der Konzernvertretung von (Zentral-)Betriebsräten übertragen wurden.

## Konzernjugendvertretung
Sind in einem Konzern in mehr als einem Unternehmen Jugendvertrauensräte errichtet, so kann eine Konzernjugendvertretung errichtet werden.

## Rechtslage in Deutschland
In Deutschland entspricht der Konzernvertretung der Konzernbetriebsrat.